# Torre Pontina
A Torre Pontina é um arranha-céu da cidade de Latina, na Itália.

## História
Em 2006, a sociedade de promoção imobiliária Direzionale Pontina confiou o projeto da obra ao arquiteto italiano Lodovico Risoli. As obras de construção começaram em 2007 e foram concluídas em 2010.

## Descriçao
O edifício tem 128 metros de altura (151 com a antena) e 38 andares.

## Galeria

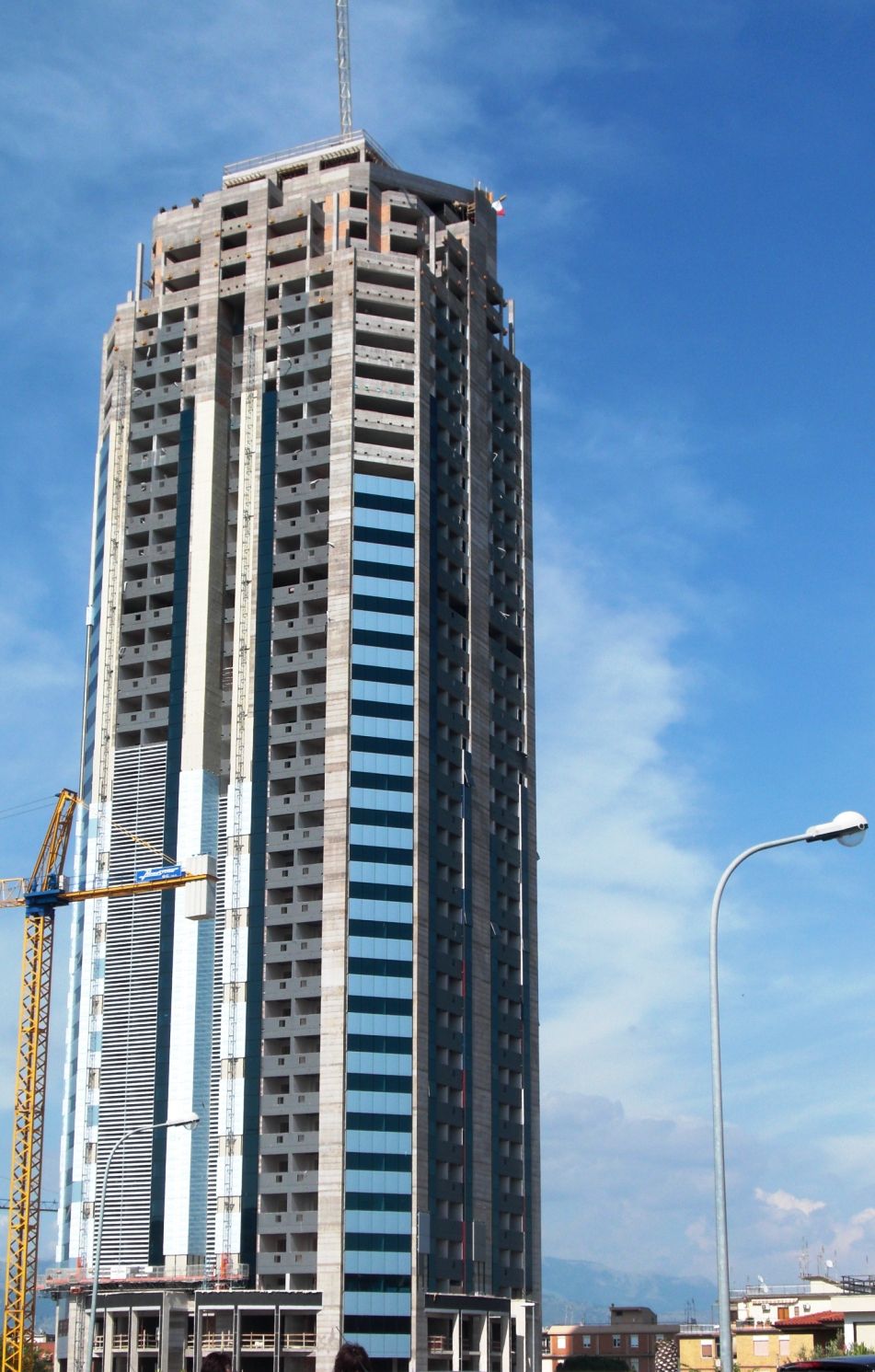
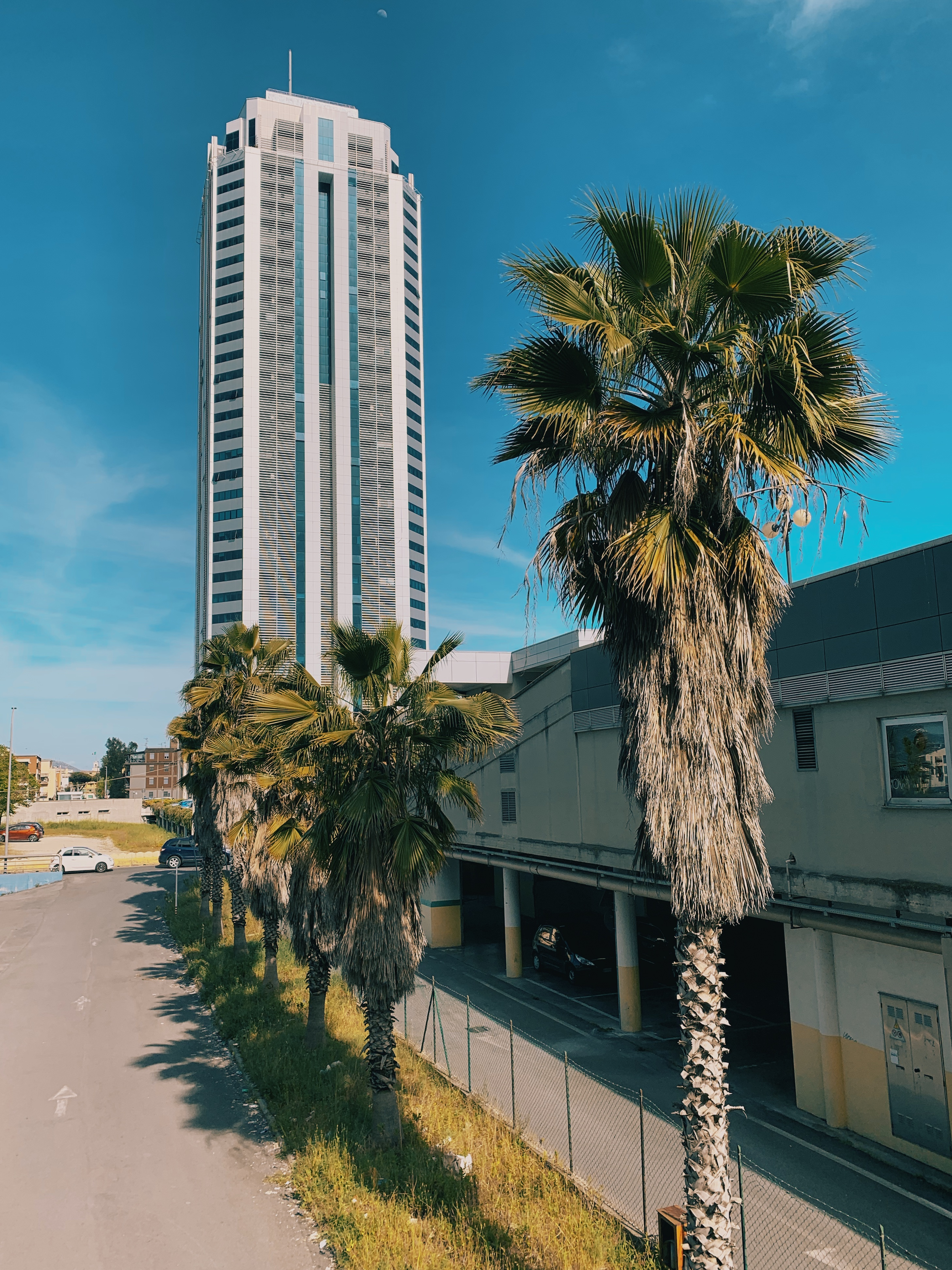